# Діаграма Крускала — Секереша

Діаграма Крускала — Секереша, ілюстрована для 2GM=1. Квадранти це внутрішня частина чорної діри (II), внутрішня частина білої діри (IV) та дві зовнішні області (I та III). Лінії з кутом 45°, які відокремлюють ці чотири регіони, є горизонтом подій. Темні гіперболи, які зв'язали вершину та нижню частину діаграми, є фізичними особливостями. Більші гіперболи позначають координати r Шварцшильда, а прямі лінії представляють контури координат Шварцшильда t.

Діагра́ма Кру́скала — Се́кереша — діаграма для наочного уявлення властивостей часу-простору поблизу чорної діри. По горизонталі знаходиться вісь часу, по вертикалі вісь простору. У верхній частині діаграми розташована область сингулярності в майбутньому, в нижній частині діаграми розташована область сингулярності в минулому. У лівій частині діаграми знаходиться один зовнішній Всесвіт при {\displaystyle r=-\infty ,} в правій частині діаграми знаходиться інший зовнішній всесвіт {\displaystyle r=\infty .} Це уявлення дозволяє пояснити чимало парадоксів властивостей простору-часу поблизу і всередині чорних дір. Діаграма Крускала — Секереша була запропонована незалежно Мартіном Крускалом та Дьйордем Секерешем у 1960 році.